# Papilio polyxenes
Papilio polyxenes – gatunek motyla z rodziny paziowatych (Papilionidae). Występuje na terenie Ameryki Północnej oraz w północno-zachodniej części Ameryki Południowej. Rozpiętość skrzydeł osiągana przez osobniki tego gatunku wynosi od 8 do 11 cm.